# Općine u regiji glavnoga grada Bruxellesa
Službeno se Regija glavnoga grada Bruxellesa dijeli se na 19 općina Uprava svake od ovih općina zadužena je za upravljanje lokalnim poslovima, kao što su provođenje zakona ili održavanja škola i cesta. Općinska uprava sastoji se od načelnika, vijeća i izvršnog tijela.
Godine 1831., Belgija je bila podijeljena na 2.739 općina uključujući i ovih 19 općina u današnjoj Briselskoj regiji. Za razliku od ostalih općina u Belgiji, one koje su se nalazile u Briselskoj regiji nisu spojene s drugim općinama, kao što je to bio slučaj u ostatku Belgije u spajanjima 1964., 1970., i 1975. godine. Ipak, nekoliko općina izvan Briselske regije spojene su s gradom Bruxellesom, kao što je to bio slučaj s općinama Laken, Haren i Neder-Over-Heembeek koje su pripojene gradu Bruxellesu 1921. godine.
Najveća i najnapučenija općina u Regiji glavnoga grada Bruxellesa je grad Bruxelles koji se prostire na 32,6 km² i u kojem živi 145.917 stanovnika. općina s najmanje stanovnika je Koekelberg s 18.541 stanovnika, dok je površinski najmanja općina Saint-Josse-ten-Noode sa samo 1,1 km². Unatoč tome što je najmanja općina, Saint-Josse-ten-Noode ima najveću gustoću naseljenosti od svih 19 općina s 20.822 stan./km².

## Popis
Imena općina navedena su na francuskom i nizozemskom jeziku koji imaju status službenih jezika u Regiji glavnoga grada Bruxellesa. Brojčana oznaka u tablici ("#") odnosi se na gornju sliku.
| Francuski naziv       | Nizozemski naziv       | Zastava | Grb | Poštanski broj | Stan. (2007.) | Površina (km²) | Gustoća (km²) | Ref.   | #  |
| --------------------- | ---------------------- | ------- | --- | -------------- | ------------- | -------------- | ------------- | ------ | -- |
| Anderlecht            | Anderlecht             |         |     | 1070           | 97.601        | 17,7           | 5.501         | [ 5 ]  | 1  |
| Auderghem             | Oudergem               |         |     | 1160           | 29.681        | 9,0            | 3.286         | [ 6 ]  | 2  |
| Berchem-Sainte-Agathe | Sint-Agatha-Berchem    |         |     | 1082           | 20.431        | 2,9            | 6.927         | [ 7 ]  | 3  |
| Bruxelles-ville[a]    | Stad Brussel[a]        |         |     | 1000-1050      | 145.917       | 32,6           | 4.475         | [ 8 ]  | 4  |
| Etterbeek             | Etterbeek              |         |     | 1040           | 42.342        | 3,1            | 13.445        | [ 9 ]  | 5  |
| Evere                 | Evere                  |         |     | 1140           | 34.128        | 5,0            | 6.801         | [ 10 ] | 6  |
| Forest                | Vorst                  |         |     | 1190           | 48.284        | 6,2            | 7.728         | [ 11 ] | 7  |
| Ganshoren             | Ganshoren              |         |     | 1083           | 21.395        | 2,5            | 8.714         | [ 12 ] | 8  |
| Ixelles               | Elsene                 |         |     | 1050           | 78.088        | 6,3            | 12.308        | [ 13 ] | 9  |
| Jette                 | Jette                  |         |     | 1090           | 43.564        | 5,0            | 8.638         | [ 14 ] | 10 |
| Koekelberg            | Koekelberg             |         |     | 1081           | 18.541        | 1,2            | 15.814        | [ 15 ] | 11 |
| Molenbeek-Saint-Jean  | Sint-Jans-Molenbeek    |         |     | 1080           | 81.632        | 5,9            | 13.855        | [ 16 ] | 12 |
| Saint-Gilles          | Sint-Gillis            |         |     | 1060           | 44.767        | 2,5            | 17.731        | [ 17 ] | 13 |
| Saint-Josse-ten-Noode | Sint-Joost-ten-Node    |         |     | 1210           | 23.785        | 1,1            | 20.822        | [ 18 ] | 14 |
| Schaerbeek            | Schaarbeek             |         |     | 1030           | 113.493       | 8,1            | 13.943        | [ 19 ] | 15 |
| Uccle                 | Ukkel                  |         |     | 1180           | 76.576        | 22,9           | 3.343         | [ 20 ] | 16 |
| Watermael-Boitsfort   | Watermaal-Bosvoorde    |         |     | 1170           | 24.121        | 12,9           | 1.865         | [ 21 ] | 17 |
| Woluwe-Saint-Lambert  | Sint-Lambrechts-Woluwe |         |     | 1200           | 48.315        | 7,2            | 6.687         | [ 22 ] | 18 |
| Woluwe-Saint-Pierre   | Sint-Pieters-Woluwe    |         |     | 1150           | 38.554        | 8,9            | 4.356         | [ 23 ] | 19 |